# Рождественские Святки
Рождественские свя́тки (Свя́тки, то есть святы́е, праздничные дни), также Двенадцать дней Рождества — названия двенадцати праздничных дней от Рождества Христова до Крещенского сочельника (навечерия Богоявления) в календаре некоторых исторических церквей.

## История установления Святок
Традиция праздновать («святить») дни между праздниками Рождества Христа и Крещения Господня, была установлена в V веке в период Единой Церкви. История появления традиции такова. В начале IV века широкое распространение в Церкви получило празднование Богоявления (греч. Επιφάνια — Эпифания), сначала на Востоке Римской империи, а чуть позже и на Западе. Праздник отмечался 6 января и включал в себя память трёх евангельских событий: Рождества Христа, поклонения волхвов, а также Крещения Христа в Иордане в начале Его служения. Однако в середине IV века в некоторых восточных церквях появилась традиция празднования Рождества Христова 25 декабря отдельно от Богоявления 6 января. Историческим свидетельством этому служат 13 бесед Ефрема Сирина (ум. в 373 г.), произнесённых им от 25 декабря по 6 января (по юлианскому календарю), а также «слова» Григория Нисского (ум. в 394 г.) и Амвросия Медиоланского (ум. в 397 г.). В итоге на Четвёртом Вселенском Соборе в 451 году было решено в целях унификации установить единую практику раздельного празднования для всей Христианской Церкви. В результате между Рождеством и Крещением официально установили двенадцать праздничных дней. Таким образом, традиция празднования двенадцати рождественских дней имеет древнее происхождение. Древнее двенадцатидневное празднование рождественских дней подтверждается также церковным уставом Саввы Освященного (ум. 530 г.), по которому в эти дни «никакожо пост, ниже коленопреклонения бывают, ниже в церкви, ниже в келлиях», и запрещено совершать таинство брака. То же подтверждено и кодексом Юстиниана, изданным в 535 году. На Втором Туронском соборе в 567 году все дни от Рождества Христова до Богоявления названы праздничными.
Между тем, святость этих дней и вечеров во многих местах нарушалась гаданиями и другими суеверными обычаями, уцелевшими от языческих народных празднеств этого же времени года. Против этого направлены, между прочим, 61 и 62 правила Шестого Вселенского собора (680—681). Действовавший в Российской империи закон запрещал «в навечерие Рождества Христова и в продолжение святок заводить, по старинным идолопоклонническим преданиям, игрища и, наряжаясь в кумирские одеяния, производить по улицам пляски и петь соблазнительные песни».
В настоящее время в разных поместных церквях эти праздничные дни имеют разные варианты названия: «Двенадцать дней Рождества», «Святые дни», «Святки», «Рождественские дни».

## Католическая церковь
В традиции Католической церкви период от Рождества Христова до Крещения Господня именуется «Рождественское время» и представляет собой один из пяти периодов литургического года, наряду с Адвентом, Великим постом, Пасхальным временем и рядовым временем. Продолжается от сочельника Рождества вечером 24 декабря до праздника Крещения Господня, которое в латинском обряде отмечается, как правило, в первое воскресенье после праздника Богоявления 6 января. Главной частью Рождественского времени служит Октава Рождества, восемь дней от Рождества Христова до Торжества Пресвятой Богородицы 1 января; но литургический период Рождественского времени продолжается и после окончания Октавы Рождества, захватывая праздники Богоявления и Крещения.
Всё Рождественское время считается праздничным периодом, духовенство на литургии носит облачения праздничного, белого цвета.